# Celbridge
Celbridge (forma anglicizzata) o Cill Droichid (in irlandese, lett. "chiesa sotto il ponte") è una cittadina situata sulle rive del fiume Liffey, nella contea di Kildare, in Irlanda. Situata a 22 km da Dublino e facente parte della grande area metropolitana della capitale, ha una popolazione stimata di 18 934 persone.
In epoca recente Celbridge ha subito una rapida espansione, e la maggior parte dei servizi e delle attrazioni cittadine si trovano ancora raccolte lungo la sua strada principale.

## Storia
La Castletown House è situata poco al di fuori della strada principale, ed è la più bella casa di campagna in stile Palladiano irlandese, una imponente costruzione risalente al 1722 voluta dal parlamentare William Conolly (1662-1729), membro della Irish House of Commons. La villa venne ereditata da Tom Connolly nel 1758 e le decorazioni interne vennero portate a termine da sua moglie Louisa Lennox (bis nonna di Carlo II d'Inghilterra e di Louise de Keroualle) nel periodo che va dal 1760 al 1770.
Due particolari caratteristiche di Castletown sono la Long Gallery, una stanza lunga 80 piedi decorata in stile Pompeiano in blu e color oro, e la scala principale, che è sollevabile e costruita in pietra di Portland.
La Follia di Connolly (Connolly's Folly) (conosciuta anche come "L'obelisco") è una costruzione a forma di obelisco (come il monumento a Washington). È costruito sul retro di Castletown House, e contiene due monumenti, entrambi commissionati dalla vedova del parlamentare William Conolly per fornire un impiego ai poveri di Celbridge quando il paese era nel pieno della grande carestia irlandese. Anche se può sembrare che questi monumenti non abbiano un reale proposito, sono stati dedicati alle battaglie del 1500. L'obelisco fu costruito nel 1739 dopo un inverno particolarmente rigido. Progettato da Richard Castle, è alto 42 metri ed è composto da numerosi archi addobbati con sculture a forma di ananas e di ali. Può essere visto dal retro di Castletown house.
Celbridge sarà sempre ricordata come la casa di Vanessa, lo sfortunato amore di Dean Swift. Il villaggio ha un profondo background storico, a partire da Celbridge Abbey passando per Jonathan Swift fino a Castletown House.
Nei primi anni del ventesimo secolo, a Celbridge si instauro' la Callender Paper Company. Questa imprese produceva carta dalla torba.

## Educazione
A Celbridge sono presenti cinque scuole di educazione primaria primary school, Primrose Hill (coeducazione, COI), St Brigids (ragazze, RC), Aghards (misto, RC), Scoil na Mainistreach (ragazzi, RC) and North Kildare Educate Together (misto, Multi-D); e due scuole secondarie: (St. Wolstan's Community School per le ragazze e Salesian College Celbridge per i ragazzi).

## Attività sportive e associazioni

### Celbridge GAA
Il Celbridge GAA club è il terzo club in ordine di anzianità della contea di Kildare essendo stato fondato nel luglio 1885, dopo soli otto mesi dalla fondazione del GAA a Thurles.

### Scouts
Esistono tre diversi gruppi scout attivi a Celbridge. Ogni gruppo è formato da Castorini (dai 6 agli 8 anni), Branco (dagli 8 agli 11 anni) e Reparto (dagli 11 ai 18 anni). I gruppi si riuscono una volta alla settimana e sono misti. I gruppi sono Kildare 1° (Celbridge 2°) con base al Mill Community Centre, Kildare 3° (Celbridge 1°) con base al Slip Hall e il Kildare 19° con base alla Salesian Boys Secondary School

### Celbridge Amenity Group
Il Celbridge Amenity Group sta al momento lavorando congiuntamente al Kildare County Council al fine di pianificare dei miglioramenti nella cittadina, ad esempio la creazione di un nuovo parco giochi per i bambini.

### Celbridge Camera Club
Il Celbridge Camera Club è stato fondato nel 1985. Si riunisce ogni lunedì sera alle 8.00 da settembre all'inizio di giugno presso il Slip Hall, situato a Celbridge dietro la Church of Ireland di Castletown Gates.